# Joseph Cornelis
Joseph Cornelis (alias Joe), né le 17 novembre 1917 à Liège et mort en 2000, est un boxeur belge qui a participé aux Jeux olympiques d'été de 1936.

## Carrière
Il a été éliminé en 1936 à Berlin en quarts de finale de la catégorie poids coqs des Jeux olympiques d'été après avoir perdu son combat contre l'italien Ulderico Sergo. L'année précédente, il avait remporté, à moins de 18 ans, le tournoi pré-olympique de Paris en poids mouches. 
Passé professionnel en 1937, Joe devient champion de Belgique des poids coqs en 1940 puis des poids plumes l'année suivante. Il s'incline aux points le 15 décembre 1947 à Manchester face à Peter Kane lors d'un championnat d'Europe des poids plumes. 
Joseph Cornelis met un terme à sa carrière de boxeur en 1949. Il est par ailleurs le père d'une des meilleures joueuses de tennis de table de Belgique, Josiane Detaille-Cornelis, qui a remporté vingt-sept titres de championne nationale.